# Penlee Point
Penlee Point är en udde i Storbritannien.   Den ligger i grevskapet Cornwall och riksdelen England, i den södra delen av landet, 300 km väster om huvudstaden London.
Terrängen inåt land är platt. Havet är nära Penlee Point åt sydost.  Närmaste större samhälle är Plymouth, 6,7 km norr om Penlee Point. 